# Lyssomaninae
Lyssomaninae è una Sottofamiglia di ragni appartenente alla Famiglia Salticidae dell'Ordine Araneae della Classe Arachnida.

## Distribuzione
Degli 8 generi oggi noti di questa sottofamiglia 6 sono diffusi principalmente in Africa, in Asia e in Australia; i rimanenti 2, Lyssomanes e Chinoscopus sono presenti nell'America centro-meridionale e in Florida.

## Tassonomia
A maggio 2010, gli aracnologi sono concordi nel suddividerla in otto generi:
- Asemonea O. P.-Cambridge, 1869 — Africa, Madagascar, Asia, Australia (20 specie)
- Chinoscopus Simon, 1901 — America meridionale (4 specie)
- Goleba Wanless, 1980 — Africa, Madagascar, Isole Seychelles (5 specie)
- Lyssomanes Hentz, 1845 — dalla Florida all'America meridionale (80 specie)
- Macopaeus Simon, 1900 — Madagascar (1 specie)
- Onomastus Simon, 1900 — Sri Lanka, India, Vietnam, Borneo, Giappone (6 specie)
- Pachyonomastus Caporiacco, 1947 — Africa orientale (1 specie)
- Pandisus Simon, 1900 — Madagascar, India (6 specie)